# Partido do Kampuchea Democrático
Partido do Kampuchea Democrático foi um partido político no Camboja, formado como uma continuação do Partido Comunista do Kampuchea em dezembro de 1981.  Em meados dos anos 1980, reivindicou publicamente que sua ideologia era o "socialismo democrático",  tendo ostensivamente renunciado ao comunismo. 

## História
A dissolução do Partido Comunista do Kampuchea e a formação do Partido do Kampuchea Democrático foi, de acordo com o próprio partido, motivada pela necessidade de uma unidade mais abrangente contra o Vietnã, uma unidade que uma linha comunista explícita prejudicaria. O Exército Nacional da Kampuchea Democrática foi o braço armado do partido, enquanto a Frente Patriótica e Democrática da Grande União Nacional do Kampuchea foi uma organização de massa controlada por este.
O secretário-geral do partido na época foi Pol Pot. O partido dirigiu o governo deposto do Kampuchea Democrática. Seus seguidores eram chamados geralmente Quemer Vermelho.
No momento da formação do Partido do Kampuchea Democrático, as forças do Quemer Vermelho estavam sendo repelidas pelo governo do Partido Popular do Camboja, apoiado pelos vietnamitas, para uma área perto da fronteira com a Tailândia. O Partido do Kampuchea Democrático passou a cooperar com outras facções anti-vietnamitas, e formou o Governo de Coalizão da Kampuchea Democrática, em 1982.
Apesar de Pol Pot abandonar a liderança do partido para Khieu Samphan, em 1985, ele continuou a exercer uma influência considerável sobre o movimento.
Antes das eleições de 1992/1993, o Partido do Kampuchea Democrático em grande parte sucedido pelo Partido de Unidade Nacional do Camboja (a.k.a. CNUP), declarou publicamente sua intenção de participar das eleições, mas acabou por não se registar e prometeu sabotar a eleição. Posteriormente, a UNTAC decidiu não realizar eleições em áreas sob controle do Partido do Kampuchea Democrático.  No momento, estimava-se que cerca de seis por cento da população do Camboja vivia em áreas sob controle do Partido do Kampuchea Democrático. 
O Partido do Kampuchea Democrático foi declarado ilegal em julho de 1994, após continuar a sua atividade sob o Partido da Unidade Nacional do Camboja e do autoproclamado "Governo Provisório da União Nacional e Salvação Nacional do Camboja". 